# Пабло Форнальс
Пабло Форнальс (ісп. Pablo Fornals, нар. 22 лютого 1996, Кастельйон-де-ла-Плана) — іспанський футболіст, півзахисник клубу «Реал Бетіс» та національної збірної Іспанії.

## Клубна кар'єра
Народився 22 лютого 1996 року в місті Кастельйон-де-ла-Плана. Вихованець юнацьких команд футбольних клубів «Вільярреал», «Кастельйон» та «Малага». У 2014 році став виступати за дублюючу команду клубу у Терсері, в якій провів один сезон, взявши участь у 38 матчах чемпіонату. 

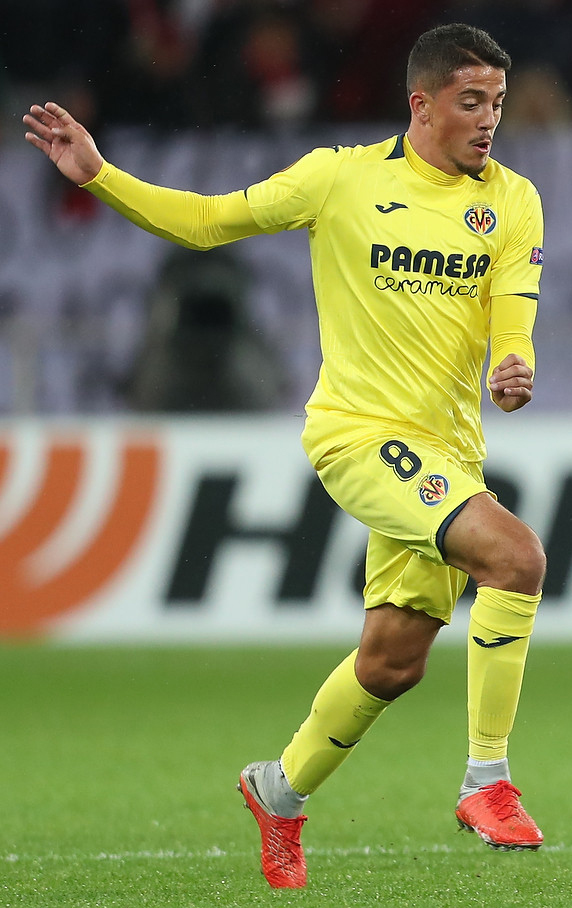
Пабло Форнальс під час виступів за «Вільярреал». 2018 рік.

26 вересня 2015 року в матчі проти мадридського «Реала» дебютував за першу команду в матчі Ла Ліги. 28 листопада в поєдинку проти «Гранади» Пабло забив свій перший гол за «Малагу». 4 грудня в матчі проти «Валенсії» він зробив «дубль».
Влітку 2017 року Форнальс перейшов у «Вільярреал», підписавши п'ятирічний контракт. Сума трансферу склала 12 млн. євро. 21 серпня в матчі проти «Леванте» він дебютував за нову команду. 17 грудня у поєдинку проти «Сельти» Пабло забив свій перший гол за «Вільярреал». Станом на 27 травня 2019 року відіграв за вільярреальський клуб 70 матчів в національному чемпіонаті.
14 червня 2019 року Форнальс уклав п'ятирічний контракт з «Вест Гем Юнайтед». Під час перебування в англійській команді він зіграв понад 200 ігор і допоміг команді виграти Лігу конференцій УЄФА 2022/23.
Пізно ввечері 1 лютого 2024 року, в самому кінці зимового трансферного вікна, перейшов у «Реал Бетіс». 4 лютого дебютував за новий клуб в домашній грі з «Хетафе» (1:1), вийшовши на поле на 66-й хвилині заміна Ассана Діао, а 9 лютого забив свій перший гол у грі проти «Кадіса» (2:0).

## Виступи за збірні
З 2016 року залучався до складу молодіжної збірної Іспанії, з якою виграв молодіжний чемпіонат Європи 2019 року в Італії. На турнірі він взяв участь у 5 матчах і у поєдинках проти поляків та бельгійців Пабло забив по голу. Всього на молодіжному рівні зіграв у 11 офіційних матчах.
29 травня 2016 року дебютував в офіційних матчах у складі національної збірної Іспанії в товариській грі проти збірної Боснії та Герцеговини, замінивши Мікеля Сан Хосе.

## Статистика виступів

### Статистика виступів за збірну
| Дата       | Місто     | Господарі  | Результат | Гості      | Турнір                             | Голи | Примітки |
| ---------- | --------- | ---------- | --------- | ---------- | ---------------------------------- | ---- | -------- |
| 28-3-2016  | Мурсія    | Іспанія    | 1 – 0     | Норвегія   | Товариський матч                   | -    |          |
| 1-9-2017   | Толедо    | Іспанія    | 3 – 0     | Італія     | Товариський матч                   | -    | 46'      |
| 10-10-2017 | Попрад    | Словаччина | 1 – 4     | Іспанія    | Кваліфікація молодіжного Євро-2019 | -    | 76'      |
| 9-11-2017  | Мурсія    | Іспанія    | 1 – 0     | Ізраїль    | Кваліфікація молодіжного Євро-2019 | -    | 90+1'    |
| 14-11-2017 | Картахена | Іспанія    | 5 – 1     | Словаччина | Кваліфікація молодіжного Євро-2019 | -    | 83'      |
| Усього     |           | Матчів     | 5         |            | Голів                              | 0    |          |

## Титули і досягнення
- Переможець Ліги конференцій УЄФА (1):

«Вест Гем Юнайтед»: 2022–23
- Чемпіон Європи (U-21): 2019